# Dianthus tripunctatus
Dianthus tripunctatus ist eine Pflanzenart aus der Gattung der Nelken (Dianthus) innerhalb der Familie der Nelkengewächse (Caryophyllaceae).

## Beschreibung

### Vegetative Merkmale
Dianthus tripunctatus ist eine einjährige krautige Pflanze, der Wuchshöhen von 15 bis 40 Zentimeter erreicht. Der Stängel ist sparrig verzweigt und hat eine dünne Pfahlwurzel. Nichtblühende Triebe fehlen. Die Grundblätter sind meist bereits zur Blütezeit vertrocknet.

### Generative Merkmale
Die Blütezeit reicht von Mai bis Juni.
Die vier Außenkelchblätter sind bis zu 3/4 so lang wie der Kelch, sind eiförmig und haben eine bei einer Länge von 5 bis 12 Millimetern pfriemliche Granne. Der Kelch ist 15 bis 18 Millimeter groß und gerippt. An den Rippenseiten ist er fein warzig. Die Kronblätter sind rosafarben und besitzen drei dunkle Linien auf der Platte.
Die Chromosomenzahl beträgt 2n = 30.

## Ökologie
Bei Dianthus tripunctatus handelt es sich um einen Schaft-Therophyten.

## Vorkommen
Dianthus tripunctatus kommt vorwiegend im östlichen Mittelmeerraum auf dem griechischen Festland in der griechischen Ägäisregion, Zypern, in West- bis Südwest-Anatolien, Libanon und Palästina sowie in Italien auf Elba sowie in Kalabrien vor. Angaben aus Portugal und Algerien berufen wohl auf unbeständigen Einschleppungen.
Sie wächst in der Phrygana, auf Felsfluren, in Äckern und auf offenen Böden und besiedelt auf Kreta Höhenlagen von 0 bis 750 Metern.

## Taxonomie
Dianthus tripunctatus wurde 1809 von James Edward Smith in Sibthorp und Smith: Florae Graecae Prodromus, Band 1, Teil 2, Seite 286 erstbeschrieben.